# Louise Harel
Louise Harel (ur. 22 kwietnia 1946 w Sainte-Thérèse) – kanadyjska działaczka polityczna, tymczasowa przywódczyni Parti Québécois w 2005.

## Zarys biografii
W 1977 ukończyła studia socjologiczne na Uniwersytecie Montrealu. Po raz pierwszy zasiadła w Zgromadzeniu Narodowym Quebecu w 1981. We wrześniu 1984 otrzymała tekę ministra ds. imigrantów w rządzie Quebecu premiera René Lévesque'a, ale w listopadzie zrezygnowała ze stanowiska wskutek różnic programowych. W latach 1985–1994 była deputowaną opozycyjną. Następnie – w gabinetach Lévesque'a, Jacques'a Parizeau i Bernarda Landry'ego (1994–2002) – ponownie była ministrem: zatrudnienia i ds. municypalnych oraz ministrem stanu ds. metropolii. W latach 2002–2003 pełniła funkcję przewodniczącej Zgromadzenia Narodowego Quebecu.
Od czerwca do listopada 2005 była tymczasową liderką Parti québécois, w okresie między rezygnacją Bernarda Landry'ego a wyborem André Boisclaira.